# Chambre de commerce et d'industrie de Centre et Sud-Manche
 (janvier 2024).
Si vous disposez d'ouvrages ou d'articles de référence ou si vous connaissez des sites web de qualité traitant du thème abordé ici, merci de compléter l'article en donnant les références utiles à sa vérifiabilité et en les liant à la section « Notes et références ».
 (juillet 2020).
En 2016, la Chambre de commerce et d'industrie (CCI) Centre et Sud Manche a fusionné avec les CCI de Cherbourg-Cotentin et de Flers dans le cadre de la création de la CCI Ouest Normandie. La CCI Centre et Sud Manche est donc devenue la Délégation Centre et Sud Manche de la CCI Ouest Normandie.
Jusqu'en 2016, La Chambre de commerce et d'industrie de Centre et Sud-Manche était l'une des deux chambres de commerce et d'industrie du département de la Manche, basée près de la commune de Granville.
En décembre 2012 elle quitte son siège historique Place Albert Godal pour installer son siège dans la zone de la Lande à St Pair Sur Mer. 
Le siège actuel de la CCI Ouest Normandie se situe à Saint-Lô, rue de l'Exode.
En 2021, Karine Philippine-Chevalier devient trésorier de la catégorie industrie et Michel Voisin président de la délégation Centre et Sud Manche.

## Missions
Comme toute Chambre des Commerces et de l'Industrie (CCI)  elle a pour mission de représenter les intérêts des entreprises commerciales, industrielles et de service de l'arrondissement de Saint-Lô ( qui fait partie du département de la Manche) ainsi que de leur fournir certains services. La CCI est un établissement public qui gère notamment des équipements au profit de ces entreprises.
Comme toutes les CCI, elle est placée sous la double tutelle du Ministère de l'Industrie et du Ministère du Commerce

### Service aux entreprises
Avec plus de 10 000 ressortissants, la CCI Centre et Sud Manche accompagne des commerçants, des industriels, des porteurs de projets ou encore des collectivités  dans les domaines suivants :  
- Centre de formalités des entreprises
- Création, reprise et cession d'entreprise : Accompagnement et conseil individuel, ateliers "Envie de vous lancer", formations "5 jours pour Entreprendre", accompagnement à la micro-entreprise...
- Développement de l'entreprise : conseil en développement, financement, export, réseaux, formations pour les dirigeants d'entreprises, conseil en innovation, protection de marque, accompagnement numérique, accompagnement au développement durable...
- Animation de réseaux et clubs pour les dirigeants d'entreprises ou cadres collaborateurs : réseau PLATO, club RH...
- Formation continue pour les salariés d'entreprises et formation initiale du CAP au BAC+5
- Conseil en orientation (Point accueil apprentissage)

### Gestion d'équipements
- Port de Granville : port de pêche, port de Commerce, port de plaisance, criée.
- Aérodrome de Granville-Mont-Saint-Michel.
- Zone Logimer

### Centres de formation
- FIM CCI Formation Ouest Normandie est le service formation de CCI Ouest Normandie et est implanté sur 4 sites (Granville, Cherbourg-Octeville, Saint-Lô avec 2 campus). Les 4 campus dispensent des formations diplômantes du CAP au Bac+5  pour la plupart en apprentissage, mais peuvent aussi intervenir dans le cadre de la  reconversion professionnelle. FIM CCI Formation Ouest Normandie forme aussi des salariés d'entreprise lors de  formations continues courtes de quelques jours. Grâce à FIM 6000 personnes sont formées par an dont 4000 salariés et 2000 personnes du CAP au BAC+5. Une particularité : l'École de Gestion et de Commerce de Normandie est la seule école de commerce du réseau national "Bachelor EGC" à être présente sur le territoire normand.

### Événements
- Depuis 2003, la CCI Centre et Sud Manche est le maître d'ouvrage du Festival des coquillages et des crustacés "Toute la Mer sur un Plateau", devenu incontournable et accueillant environ 60 000 visiteurs. Le festival est le premier événement marin de Normandie.
- Salon de la création d'entreprise organisé chaque année à l'automne à Saint Lô, à destination des porteurs de projets, repreneurs, cédants et dirigeants d'entreprise.
- Conférences : la CCI organise régulièrement des conférences animées par des conférenciers de renom. En 2015, elle a organisé une conférence avec Joël Gayet sur l'attractivité des territoires et avec Jean-Marc Daniel sur l'ubérisation de l'économie.

## Historique
La CCI Centre et Sud Manche est la doyenne des organismes consulaires de Basse-Normandie devant les CCI de Caen (1821), Cherbourg (1836), Honfleur (1848) ou encore Flers et Alençon (1887).
- La CCI de Granville a été créée en 1815 par ordonnance royale. En 1817, elle entreprend les premiers travaux portuaires.
- En 1972, elle a pris la dénomination de CCI Granville - Saint-Lô
- En 2000, elle devient la CCI Centre et Sud Manche.
- En 2015, la CCI Centre et Sud Manche a édité un livret à l'occasion de son bicentenaire : 1815-2015 : 200 ans au service des entreprises et des territoires.

## Pour approfondir